# رالف بيركوفيتس
رالف بيركوفيتس (بالإنجليزية: Ralph Berkowitz)‏ هو عازف بيانو أمريكي، ولد في 5 سبتمبر 1910، وتوفي في 2 أغسطس 2011.

## وصلات خارجية
- رالف بيركوفيتس على موقع ميوزك برينز (الإنجليزية)
- رالف بيركوفيتس على موقع أول ميوزيك (الإنجليزية)
- رالف بيركوفيتس على موقع ديسكوغز (الإنجليزية)